# Gostomia (województwo zachodniopomorskie)
Gostomia (niem. Arnsfeld) – wieś w Polsce, położona w województwie zachodniopomorskim, w powiecie wałeckim, w gminie Wałcz.

## Podział
| SIMC    | Nazwa | Rodzaj    |
| ------- | ----- | --------- |
| 0531134 | Łąki  | część wsi |

## Historia
Miejscowość pierwotnie związana była z Zachodnim Pomorzem oraz Wielkopolską. Ma metrykę średniowieczną i istnieje co najmniej od połowy XIV wieku. Wymieniona pierwszy raz w dokumencie zapisanym po łacinie z 1337 pod nazwą Arnsfeld, Arnsfeldt, 1482 Arnesuelle, 1532 Harnswelth, 1590 Gostomia, 1944 Arnsfelde.
W 1337 leżała w ziemi bytyńskiej, a w 1520 w ziemi wałeckiej w Koronie Królestwa Polskiego. W 1565 wieś rozgraniczono z dobrami Tuczno.
Pierwszy raz odnotowana została w 1337 pod nazwą Arnsfeld jako wieś opuszczona o powierzchni 64 łanów. W 1482 miejscowość była własnością należącą do królów polskich. W tym roku Andrzej Górski, podkomorzy poznański oraz starosta wałecki, dał Markowi Wedel, dziedzicowi z Tuczna, wieś Arnsfeld do ponownego lokowania oraz zapisał mu na niej 200 grzywien. W 1520 Maciej Wedel Tuczeński otrzymał od króla polskiego Zygmunta I Starego potwierdzenie przywileju z 1482, a w 1532 nadał jego synom Janowi, Krzysztofowi i Stanisławowi Tuczyńskim dobra Tuczno, a w nich m.in. również wieś odnotowaną jako Harnswelth.
W 1590 starosta wałecki Hieronim Gostomski, wydał przywilej lokacyjny dla szlachcica Wojciecha Wolskiego zezwalając lokować mu na prawie magdeburskim wsi Gostomia w starostwie wałeckim, pomiędzy wsią Chwiram, a miejscem zwanym Zdroyki, należącej do wsi Rozwelt (obecnie Różewo). Wolski otrzymał 4 łany i prawo do dwóch kmieci. We wsi natomiast miał osadzić 15 kmieci na 15 łanach, zagrodników tylu, ile się zmieści, oraz trzy karczmy. Wieś otrzymała wolniznę, czyli została zwolniona z podatków na 5 lat. Historycy uważają, że lokacja Gostomi w 1590 miała miejsce na terenie dawnej wsi Arnsfeld o czym ma świadczyć utrzymanie się w następnych wiekach niemieckiej nazwy na oznaczenie tej wsi. W 1628 odnotowano we wsi kościół filialny parafii Róża.
Wieś królewska starostwa wałeckiego, pod koniec XVI wieku leżała w powiecie wałeckim województwa poznańskiego w Rzeczypospolitej Obojga Narodów.
W latach 1954–1959 wieś należała i była siedzibą władz gromady Gostomia, po jej zniesieniu w gromadzie Różewo. W latach 1975–1998 wieś administracyjnie należała do województwa pilskiego.
We wsi krzyżuje się droga wojewódzka nr 178 oraz droga wojewódzka nr 179.
We wsi znajduje się kościół filialny pw. św. Jana Chrzciciela o stylu neoromańskim, który wybudowano w 1820 roku.
Wieś stanowi sołectwo, które obejmuje jedynie Gostomię.
Gostomia posiada także wydzieloną część wsi Łąki, która znajduje się ok. 2,3 km na południowy zachód i stanowi osobne sołectwo Łąki.